# (19629) Serra
(19629) Serra és un asteroide descobert el 8 de setembre de 1999 per A. Klotz a l'Observatori de Guitalens al departament del Tarn, a l'Occitània. La designació provisional que va rebre era 1999 RV31. El descobridor va considerar oportú de dedicar-li el nom al seu director de doctorat, el malaguanyat astrofísic català Guy Serra (Vernet, 1947 - Tolosa de Llenguadoc, 2000), precursor de l'astronomia infraroja i submil·limètrica a Europa, que acabava de morir amb només 53 anys.